# Volby do Evropského parlamentu v Maďarsku

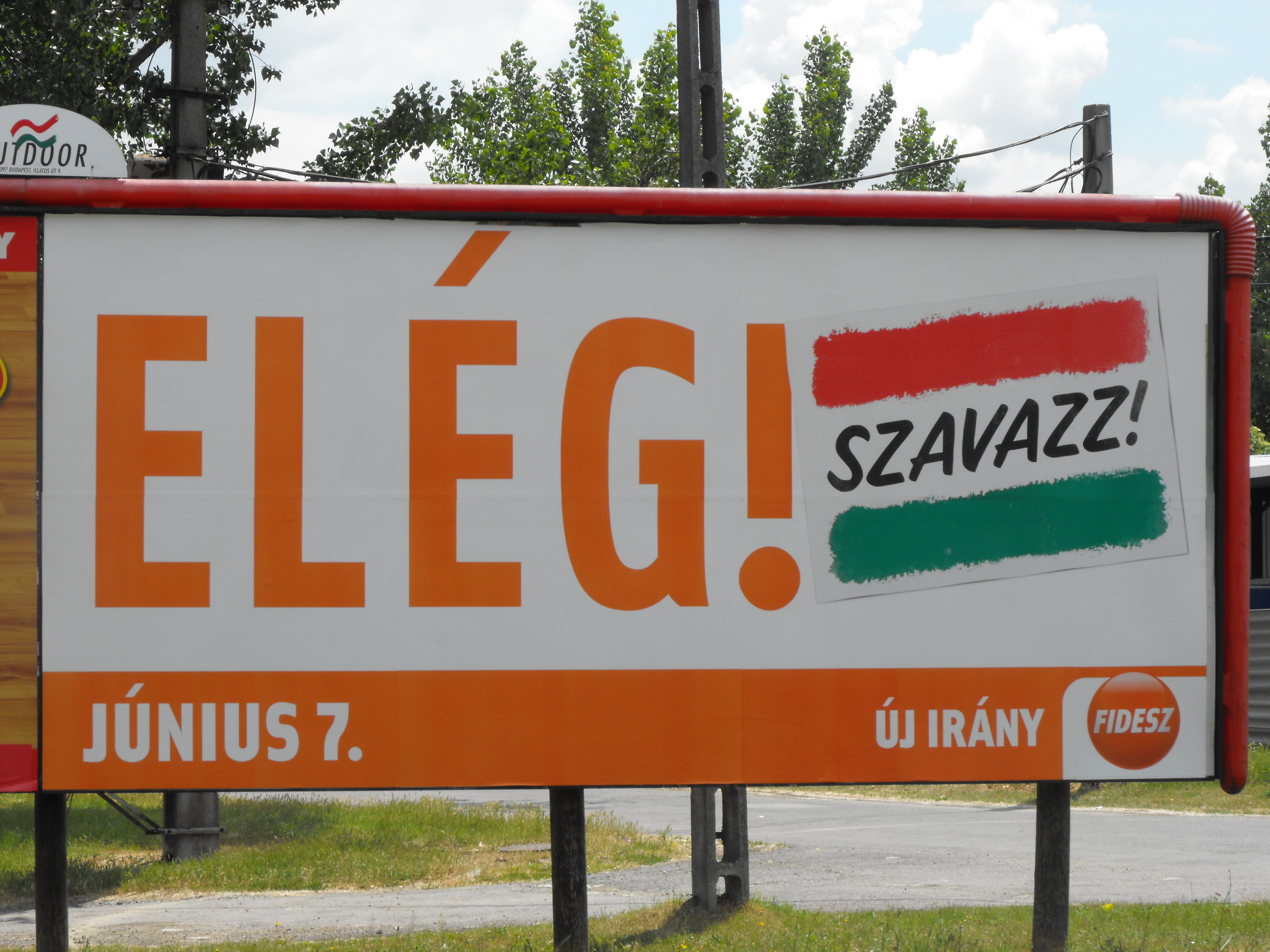
Předvolební kampaň strany Fidesz ve volbách do EP roku 2009

Volby do Evropského parlamentu v Maďarsku se konají každých pět let od vstupu Maďarska do Evropské unie roku 2004. V současném volebním cyklu (2019 až 2024) zastupuje Maďarsko v Evropském parlamentu 21 europoslanců, z nichž dva mají vedle maďarského i státní občanství státu, který není členem Evropské unie, jsou jimi Andrea Bocskor/Viktória Ferenc (Ukrajina) a Andor Deli/Annamária Vicsek (Srbsko). Nepřetržitě od voleb 2004 v Evropském parlamentu zasedají poslanci Kinga Gál a András Gyürk, oba opakovaně zvoleni za stranu Fidesz.

## Volby
Volby se konají vždy na jaře, na konci května nebo začátku června. Volebním dnem je v Maďarsku neděle.
- Volby do Evropského parlamentu v Maďarsku 2004 (13. červen)
- Volby do Evropského parlamentu v Maďarsku 2009 (7. červen) — Seznam poslanců Evropského parlamentu z Maďarska (2009–2014)
- Volby do Evropského parlamentu v Maďarsku 2014 (25. květen)
- Volby do Evropského parlamentu v Maďarsku 2019 (26. květen)
- Volby do Evropského parlamentu v Maďarsku 2024 (9. červen) — Seznam poslanců Evropského parlamentu z Maďarska (2024–2029)

### Účast
- 2004 : 3 094 163 voličů, účast: 38,5 %
- 2009 : 2 918 110 voličů, účast: 36,29 %
- 2014 : 2 329 304 voličů, účast: 28,97 %[1]
- 2019 : 3 442 294 voličů, účast: 43,37 %
- 2024 : 4 634 729 voličů, účast: 59,45 %

### Tabulka volebních výsledků
|  | Strana                                                                               | Politická skupina EP | Evropská strana  | Volby 2004 | Volby 2009 | Volby 2014 | Volby 2019 | Volby 2024 |
|  | ------------------------------------------------------------------------------------ | -------------------- | ---------------- | ---------- | ---------- | ---------- | ---------- | ---------- |
|  | Fidesz - Maďarská občanská unie – Křesťanskodemokratická lidová strana (Fidesz–KDNP) | EPP → NA/NI, EPP     | EPP → žádná, EPP | 12         | 13 1       | 11 1       | 12 1       | 10 1       |
|  | Maďarská socialistická strana (MSZP)                                                 | S & D                | PES              | 9          | 4          | 2          | 1          | 0          |
|  | Hnutí za lepší Maďarsko (JOBBIK)                                                     | NA/NI                | AENM→ ECPM       | 0          | 3          | 3          | 1          | 0          |
|  | Demokratická koalice (DK)                                                            | S & D                | PES              | —          | —          | 2          | 4          | 2          |
|  | Společně 2014 – Dialog za Maďarsko (PM)                                              | G-EFA                | EGP              | —          | —          | 1          | 0          | 0          |
|  | Politika může být jiná (LMP)                                                         | G-EFA                | EGP              | —          | 0          | 1          | 0          | 0          |
|  | Momentum Mozgalom (MOMO)                                                             | Renew                | ALDE             | —          | —          | —          | 2          | 0          |
|  | Hnutí Naše vlast (Mi Hazánk)                                                         | NA/NI                | —                | —          | —          | —          | 0          | 1          |
|  | Svaz svobodných demokratů (SZDSZ)                                                    | ALDE                 | ELDR             | 2          | 0          | —          | —          | —          |
|  | Maďarské demokratické fórum (MDF)                                                    | EPP-ED → ECR         | EPP → AECR       | 1          | 1          | —          | —          | —          |
|  | CELKEM:                                                                              |                      |                  | 24         | 22         | 21         | 21         | 21         |